# Holger de Groot
Holger Hermann de Groot (* 9. August 1964 in Wilhelmshaven) ist ein Brigadegeneral des Heeres der Bundeswehr. Er ist Verteidigungsattaché der Bundesrepublik Deutschland bei der Russischen Föderation. In dieser Funktion leitet er den Militärattachéstab an der Deutschen Botschaft Moskau.

## Militärische Laufbahn

### Ausbildung und erste Verwendungen
De Groot trat im Oktober 1985 beim Panzerartilleriebataillon 75 in Hamburg in die Bundeswehr ein und wurde als Offizieranwärter ohne Studium zum Offizier des Truppendienstes der Artillerietruppe ausgebildet. Im Oktober 1987 wurde er Artilleriebeobachter in der 5. Batterie des Feldartilleriebataillons 111 in Oldenburg und im Juli 1988 Beobachtungsoffizier in der gleichen Einheit. Ein Jahr später, im Juli 1989, wurde er Zugführer in der 3. Batterie des Bataillons. Im April 1991 erfolgte die Versetzung in den Stab des Bataillons, wo er als S2-Offizier für das Militärische Nachrichtenwesen und die Militärische Sicherheit zuständig war. Zum Oktober 1992 verließ er Oldenburg, um im Panzerartilleriebataillon 325 in Schwanewede ebenfalls als S2-Offizier tätig zu werden. Im Oktober 1993 übernahm de Groot als Batteriechef die Führung über die 3. Batterie des Panzerartilleriebataillons 515 in Kellinghusen und wurde im Mai 1996 Feuerunterstützungsoffizier in der 1. Batterie desselben Verbandes.

### Dienst als Stabsoffizier
Im Oktober 1998 begann de Groots zweijährige Ausbildung zum Offizier im Generalstabsdienst an der Führungsakademie der Bundeswehr in Hamburg. Anschließend erfolgte die erste Verwendung als Stabsoffizier als G2 Op beim Wehrbereichskommando IV / 5. Panzerdivision in Mainz. Im Oktober 2001 erfolgte die Kommandierung zum Bundessprachenamt nach Hürth und im Juli 2002 daraufhin die Teilnahme an der belgischen Generalstabsausbildung in Brüssel. Danach wurde er Chef des Stabes der Luftmechanisierten Brigade 1 in Fritzlar. De Groot war von Dezember 2004 bis Oktober 2006 Bataillonskommandeur des Artillerieaufklärungsbataillons 71 in Coesfeld. Am 24. Oktober 2006 übernahm sein Nachfolger Bjarne Krause das Bataillon.
2013 wurde de Groot als Oberst zur 10. Panzerdivision nach Sigmaringen versetzt, um dort die Abteilung G2 für Militärisches Nachrichtenwesen zu leiten.

### Dienst als General
Vor dem Dienstantritt in Moskau im September 2021 als Nachfolger von Ernst-Peter Horn hatte Holger de Groot den Dienstgrad Brigadegeneral als Temporary Rank (TR) inne und war in Vorbereitung auf seine Verwendung als Attaché im Streitkräfteamt in Bonn.

### Auslandseinsätze
- 2001 Leiter ASIC Multinationale Brigade Süd in Prizren im Kosovo (KFOR)

## Privates
De Groot ist verheiratet.